# 東機関
東機関（TO機関、とうきかん）とは、第二次世界大戦時、アメリカの戦争遂行能力や軍事作戦、国内世論等の情報収集を目的として大日本帝国（当時）外務省がスペインにて創設した情報収集組織である。『東』の命名の由来は、「情報を盗みとる」の『盗』からきているといわれる。TO(諜報)機関とも。

## 概要
1941年12月8日のマレー作戦に続く真珠湾攻撃ののち、アメリカやカナダの日本の在外公館を次々と閉鎖させられたことにより情報収集に著しい支障をきたした日本外務省は、親枢軸的な中立国スペインを拠点にアメリカの情報を収集することを構想した。
同年12月末の「東機関」創設には、当時の須磨弥吉郎駐スペイン公使、三浦文夫一等書記官らが深く関わったとされ、その組織はユダヤ系スペイン人アンヘル・アルカサール・デ・ベラスコを中心に十数名によって構成されていた。ただし、末端の諜報員までを含めると、その数は数倍になるともいわれるが、正確な人数は把握されていない。
開戦の約半年後には、ワシントンD.C.やニューヨーク・ニューオリンズ・ロサンゼルス・サンフランシスコ・サンディエゴといったアメリカの主要都市にスパイ網を構築し、収集した情報をアメリカ国内からメキシコ経由でスペインへ送り、それをマドリードの公使館より東京やベルリン・ローマへと打電するというルートが確立された。
アメリカによる1942年夏以降の南太平洋での反攻作戦の実施や、1943年夏以降の反攻作戦の成功による成果、原爆開発計画（マンハッタン計画）など、貴重な軍事情報を収集する成果をあげる。中には教会の神父に化け兵士の懺悔から軍事情報を聞き出すという離れ業を行うスパイもいた。しかし日本側は、外務省も大本営も、もたらされた情報を信憑性の低い情報として全く活用しなかった。
アメリカは暗号解読によってマドリードからの「東機関」による情報をその後把握するようになった。その後1944年半ば、アメリカによってその実態が把握されたことで、「東機関」は壊滅に追い込まれた。1982年9月20日に、NHK特集「私は日本のスパイだった〜秘密諜報員ベラスコ〜」が放映された。